# باري موريس
باري موريس (بالإنجليزية: Barry Morris)‏ هو سياسي أسترالي، ولد في 20 أبريل 1935 في ليثغو في أستراليا، وتوفي في 19 مايو 2001 في سيدني في أستراليا. انتخب عضو الجمعية التشريعية نيو ساوث ويلز.